# Babiana symmetrantha
Babiana symmetrantha är en irisväxtart som beskrevs av Peter Goldblatt och John Charles Manning. Babiana symmetrantha ingår i släktet Babiana och familjen irisväxter. Inga underarter finns listade i Catalogue of Life.